# Courtney B. Vance
Courtney Bernard Vance (Detroit, 12 maart 1960) is een Amerikaans acteur. Hij had een vaste rol in de televisieserie Law & Order: Criminal Intent als onderofficier van justitie Ron Carver. Hij was ook een vast acteur in de televisieserie FlashForward. In 2011 kreeg hij een rol in de televisieserie The Closer als politiechef Tommy Delk.

## Jonge jaren
Vance behaalde zijn Bachelor of Arts aan de Harvard-universiteit. Terwijl hij daar studeerde, werkte hij reeds als acteur bij de Boston Shakespeare Company. Later behaalde hij de titel Master of Fine Arts aan de Yale School of Drama, waar hij zijn toekomstige vrouw Angela Bassett, een medestudente, ontmoette.

## Carrière
Vance werd driemaal genomineerd voor een Tony Award. Hij was genomineerd voor zijn rol in het met een Pulitzerprijs bekroonde toneelstuk Fences en voor zijn hoofdrol in John Guares Six Degrees of Separation. In 1987 won hij een Clarence Derwent Award voor zijn rol als Cory Maxson in Fences.
Voordat hij ging meespelen in Law & Order: Criminal Intent, verscheen Vance tweemaal in de originele Law & Order-serie: in een kleine rol in de aflevering "By Hooker, By Crook" van het eerste seizoen, en in een grote rol in de aflevering "Rage" in het vijfde seizoen.
Zijn eerste rollen waren onder meer die in Hamburger Hill, The Hunt for Red October, The Last Supper, Dangerous Minds, en The Adventures of Huck Finn. Recenter speelde hij in Robert Altmans Cookie's Fortune, Penny Marshalls The Preacher's Wife en Clint Eastwoods Space Cowboys. Vance speelde ook in de onafhankelijke film Love and Action in Chicago, een romantische comedy die hij ook medeproduceerde. Vance speelde Black Panther Bobby Seale in de Melvin en Mario Van Peebles' docudrama Panther. In 2008 en 2009 had hij een gastrol in het laatste seizoen van ER samen met zijn vrouw Angela Bassett.
Op televisie speelde Vance in onder meer:
- Blind Faith (tegenover Charles S. Dutton), waarvoor hij een Independent Spirit Award-nominatie kreeg voor Beste Acteur in 1999)
- door William Friedkin geregisseerd in 1997: 12 Angry Men (met Jack Lemmon, George C. Scott en Ossie Davis)
- de Hallmark Entertainment-presentatie The Boys Next Door (naast Nathan Lane, Tony Goldwyn, en Michael Jeter)
- The Tuskegee Airmen (met Laurence Fishburne en Andre Braugher)
- de televisieproductie van August Wilsons toneelstuk The Piano Lesson
- The Affair, waarvoor hij een CableACE Award-nominatie kreeg voor Beste Acteur in 1996
- Whitewash: The Clarence Brandley Story
- ER als Russell Banfield, Dr. Catherine Banfields echtgenoot (gastrol)
- Unchained Memories, als stem van verschillende oud-slaven, uitgezonden op HBO in februari 2003

Op 2 december 2008 rapporteerde TV Guide dat Vance was uitgekozen voor de rol van bureauchef van de FBI in Los Angeles in de nieuwe serie van ABC getiteld FlashForward, dat gebaseerd is op de roman van Robert J. Sawyer. Vance heeft bovendien de hoofdrol in de Duits-Amerikaanse apocalyptische thriller The Divide. In mei 2025 vertolkte Vance de rol van Cobra Bubbles in de bioscoopfilm Lilo & Stitch.
Vance is ook de voice-over voor de televisiereclamespotjes You Want the NFL, Go to the NFL van de National Football League.

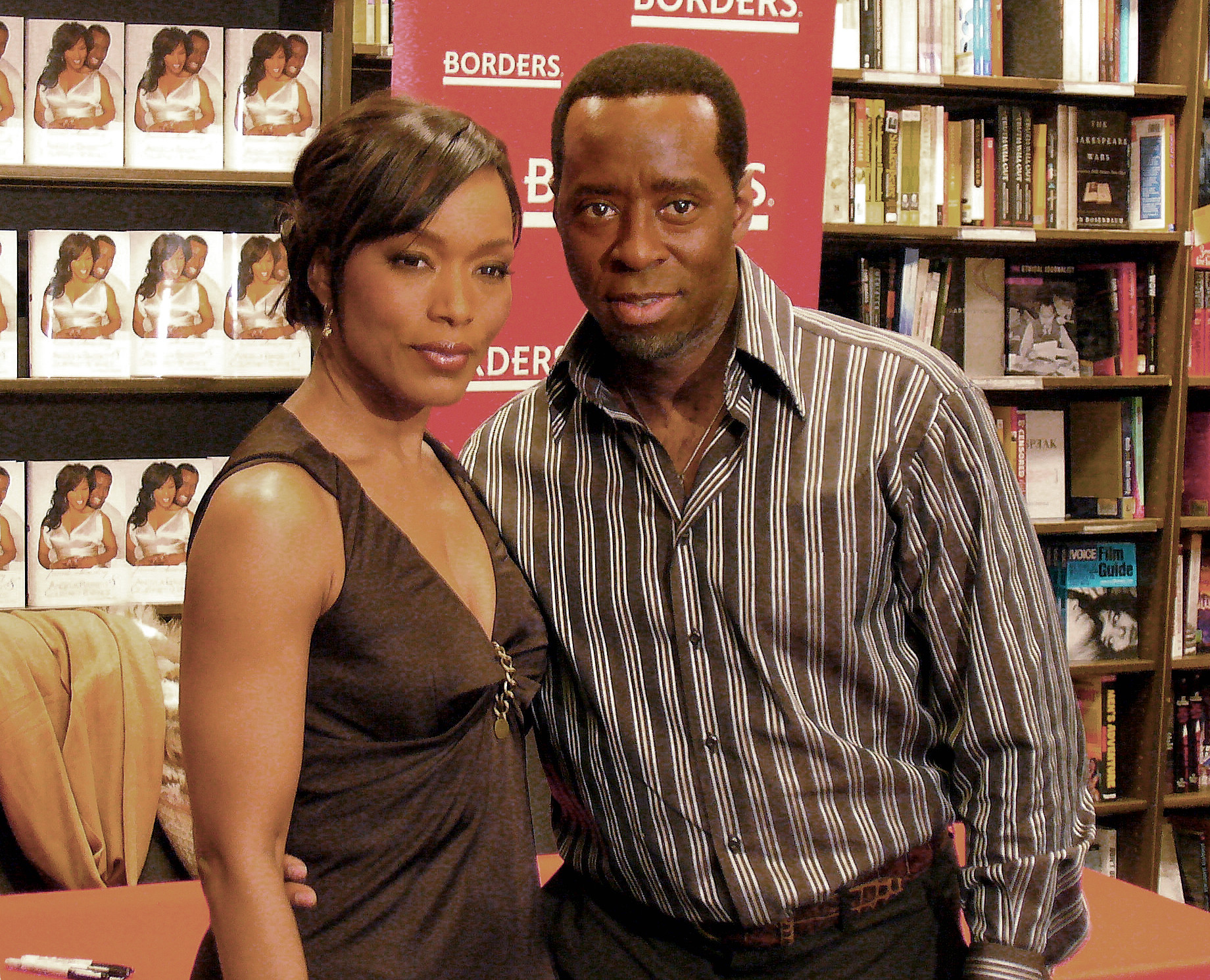
Vance met echtgenote Angela Bassett

## Privéleven
Vance is getrouwd met actrice Angela Bassett. Hun eerste kinderen waren een tweeling. Het echtpaar schreef een boek getiteld Friends: A Love Story. De twee deden ook mee aan de jaarlijkse kerstmisviering "The American Adventure" bij Epcot.
Vance is lid van de raad van bestuur van The Actors Center in New York en is een actief supporter van Boys & Girls Clubs of America, een organisatie die jeugdigen naschoolse activiteiten aanbiedt. Hij is alumnus van de Detroit Boys & Girls Club en is recentelijk toegevoegd aan de Alumni Hall of Fame for Boys & Girls Clubs of America.